# Білогородська дача
Білогородська дача — об'єкт природно-заповідного фонду Рівненської області, заповідне урочище.
Характеристика
Розташоване в Дубенському держлісгоспі, Білогородське лісництво, квартал 3, виділи:1, 5, 9, квартал 16 виділ:2 квартал 41 виділ: 3. 
Мета створення - збереження ділянки лісу на схилах з наявністю рідкісних і лікарських рослин.
Створення
Заповідне урочище утворено 1977 року. Площа — 37 га.. До рішення внесені зміни Рішенням виконкому Рівненської обласної ради № 343 від 22.11.1983. 
Скасування
Об'єкт скасовано рішенням Рівненської обласної ради № 322 від 5 березня 2004 року «Про розширення та впорядкування мережі природно-заповідного фонду області».. Зазначена причина скасування — через високу повноту насаджень лікарські рослини, які були в наявності раніше — відсутні.Зміна таксаційних показників деревостану спричинила заміну породного складу  трав'яного покриву з світлолюбивих видів на тіневитривалі, що негативно вплинуло на структуру та властивості популяції рідкісних та лікарських рослин. Висновок: через високу повноту і зімкнутість крон лісового насадження та якісні зміни трав'яного покриву.